# Rocky Mountain
Rocky Mountain, skriven av Janne Lucas Persson och Göran Ledstedt, framfördes av Janne Lucas Persson då bidraget slutade på tredje plats i den svenska Melodifestivalen 1981.
Singeln låg som högst på 14:e plats på den svenska singellistan. Melodin testades på Svensktoppen, där den låg i sju veckor under perioden 22 mars-31 maj 1981, med tredjeplats som högsta placering.

## Listplaceringar
| Lista (1981) | Topplacering |
| ------------ | ------------ |
| Sverige      | 14           |